# Куза (река)
Куза — река в России, протекает большей частью в Любимском районе Ярославской области, а исток находится в Грязовецком районе Вологодской области; левый приток Обноры.

## Характеристика
Длина реки — 40 км, площадь водосборного бассейна — 253 км².
Устье реки находится в 49 км от устья реки Обнора по левому берегу; напротив устья реки Песколдыш. Крупнейшие притоки: Гаргавка (левый), Сивоза (правый, 22 км от устья), Железница (левый, 17 км), Поволозка (левый).
У берегов Кузы расположены сельские населённые пункты Осиновица, Брюшинино, Бурдуково, Овсяниково, Бабцыно, Мошинино, Соболево, Демково, Назарово, Хабалево, Иваньково, Сусолово и Голубково.
Исследователи считают что в переводе с одного из финно-угорских языков название реки переводится как «еловая».

## Данные водного реестра
По данным государственного водного реестра России относится к Верхневолжскому бассейновому округу, водохозяйственный участок реки — Кострома от истока до водомерного поста у деревни Исады, речной подбассейн реки — Волга ниже Рыбинского водохранилища до впадения Оки. Речной бассейн реки — (Верхняя) Волга до Куйбышевского водохранилища (без бассейна Оки).
Код объекта в государственном водном реестре — 08010300112110000012830.